# COSPAR-Bezeichnung
Die Astronomische Bezeichnung, englisch International Designator, kurz COSPAR ID, ist die Katalognummer jedes Raumflugkörpers auf einer Umlaufbahn, welcher der COSPAR gemeldet wird. Der Begriff Raumflugkörper wird dabei sehr weit gefasst, sodass auch alle „Weltraummüll“-Objekte berücksichtigt werden, die aus dem Start einer Rakete hervorgehen und eine eigene Umlaufbahn besitzen. Auf diese Weise sollen alle Raumflugkörper – gleich welcher Größe und Herkunft – mit ihren Bahndaten eindeutig erfasst werden, damit diese als Störgrößen aus astronomischen Beobachtungsdaten herausgefiltert und mögliche Kollisionen mit Satelliten und Raumfahrzeugen vorhergesagt werden können. Zu Zeiten des Kalten Krieges genügten die vorhandenen nationalen (meist militärischen) Bezeichnungssysteme hierfür nicht. Für suborbitale/ballistische Flüge wurde aus Gründen der Irrelevanz bei astronomischen Beobachtungen keine Bezeichnung vergeben. Aus Gründen der Berichterstattung über fehlgeschlagene Starts wurden diese jedoch nachträglich in die geführten Listen nach dem Schema Jahr-F lfd.Nummer eingefügt.

## Erstes System 1957–1963
In astronomischer Tradition (Sterne, Kometen und Asteroiden) wurde ab 1957 jede Erstsichtung (entsprechend einem Raketenstart) mit Jahreszahl und einem griechischen Buchstaben bezeichnet. Waren mehrere Objekte zu unterscheiden, bekamen sie nach ihrer Größe einen numerischen Index.
Ab 1961 reichten aufgrund der Zahl der Sichtungen die 24 Buchstaben nicht mehr aus, weshalb ein zweiter eingeführt wurde.

## Aktuelles System seit 1963
Ab 1963 ging man zum heutigen Bezeichnungsschema Jahr-lfd.Nummer (zwei bzw. dreistellig) alphabetischer (lateinischer) Index über.
Der Index wird nach der augenscheinlichen Bedeutung des Objektes vergeben. Da mittlerweile für praktisch alle Nutzlasten Bezeichnungen der Betreiber verfügbar sind, sind die Indizes A und folgende meist die Nutzlasten, erst dann folgen Raketenstufen und abgetrennte Teile. Der Katalog umfasst ca. 6500 Einträge (Stand 2008).
Die Bezeichnungen des alten Systems wurden nachträglich in Bezeichnungen des neuen Systems umgewandelt.

## Beispiele
- Der erste künstliche Satellit Sputnik 1 bekam die Bezeichnung 1957 α 2. Die ebenfalls in eine Umlaufbahn gekommene letzte Raketenstufe war 1957 α 1, weil sie optisch viel größer war. Diese Bezeichnungen wurden im neuen System zu 1957-001A für die Raketenstufe und 1957-001B für den Satelliten, obwohl beide inzwischen verglüht waren.
- Der Gammastrahlensatellit Swift war der einzige Satellit, der beim Delta-II-Start D-309 ausgesetzt wurde und hat deshalb die NSSDC-ID: 2004-047A
- Der Fernsehsatellit TV-SAT 2 ist der erste beim Ariane-4-Start V33 ausgesetzte Satellit und hat deshalb die NSSDC-ID: 1989-062A Der Astrometriesatellit Hipparcos hat als zweiter beim gleichen Start (Ariane 4 V33) ausgesetzter Satellit die NSSDC ID: 1989-062B
- Ein Bruchstück des 2007 zerstörten chinesischen Satelliten Fengyun-1C (ursprüngliche NSSDC-ID des Satelliten 1999-025A) erhielt so die NSSDC-ID 1999-025DJM.

Ein anderes Bezeichnungsschema für künstliche Trabanten ist die fünfstellige Satellite Catalog Number.